# スタンリー郡 (サウスダコタ州)
スタンリー郡（英: Stanley County）は、アメリカ合衆国サウスダコタ州の中央部に位置する郡である。2010年国勢調査での人口は2,966人であり、2000年の2,772人から7.0％増加した。郡庁所在地はフォートピア市（人口2,078人）であり、同郡で人口最大の町でもある。1990年の映画『ダンス・ウィズ・ウルブズ』で、スタンリー郡にあるトリプルU・バッファロー牧場が撮影場所として使われた。

## 地理
アメリカ合衆国国勢調査局に拠れば、郡域全面積は1,517平方マイル (3,929 km2)であり、このうち陸地は1,443平方マイル (3,738 km2)、水域は74平方マイル (191 km2)で水域率は4.86％である。

### 主要高規格道路
| - アメリカ国道14号線 - アメリカ国道83号線 - サウスダコタ州道34号線 - サウスダコタ州道63号線 - サウスダコタ州道1806号線 |

### 隣接する郡
- デューイ郡 - 北
- サリー郡 - 北東
- ヒューズ郡 - 東
- ライマン郡 - 南東
- ジョーンズ郡 - 南
- ハーコン郡 - 西

### 国立保護地域
- ピエール砦国立草原（部分）

## 人口動態
以下は2000年の国勢調査による人口統計データである。
| 基礎データ - 人口: 2,772人 - 世帯数: 1,111 世帯 - 家族数: 775 家族 - 人口密度: 1人/km2（2人/mi2） - 住居数: 1,277軒 - 住居密度: 0軒/km2（1軒/mi2） 人種別人口構成 - 白人: 93.04% - アフリカン・アメリカン: 0.18% - ネイティブ・アメリカン: 4.91% - アジア人: 0.29% - その他の人種: 0.14% - 混血: 1.44% - ヒスパニック・ラテン系: 0.43% 年齢別人口構成 - 18歳未満: 27.1% - 18-24歳: 7.1% - 25-44歳: 28.2% - 45-64歳: 26.6% - 65歳以上: 11.0% - 年齢の中央値: 38歳 - 性比（女性100人あたり男性の人口） - 総人口: 101.6 - 18歳以上: 98.0 | 世帯と家族（対世帯数） - 18歳未満の子供がいる: 33.6% - 結婚・同居している夫婦:55.6% - 未婚・離婚・死別女性が世帯主: 10.1% - 非家族世帯: 30.2% - 単身世帯: 26.6% - 65歳以上の老人1人暮らし: 11.0% - 平均構成人数 - 世帯: 2.49人 - 家族: 2.98人 収入と家計 - 収入の中央値 - 世帯: 41,170米ドル - 家族: 47,197米ドル - 性別 - 男性: 29,911米ドル - 女性: 20,898米ドル - 人口1人あたり収入: 20,300米ドル - 貧困線以下 - 対人口: 8.7% - 対家族数: 6.6% - 18歳未満: 10.8% - 65歳以上: 12.8% |

## 都市と町
- フォートピア - 郡庁所在地
- ヘイズ（未編入の町）
- ミッションリッジ（未編入の町）

### 郡区
スタンリー郡はローワーブリュレ、ノーススタンリー、サウススタンリーの3つの未編入領域に分けられている。